# George Town (Cayman Islands)
George Town ist die Hauptstadt der Cayman Islands, eines Britischen Überseegebiets. Sie hat 34.921 Einwohner (Stand 2021) und liegt auf der Insel Grand Cayman.
Die Stadt ist das Zentrum des Bankwesens der Cayman Islands. Die Stadt gilt als 29. größter Finanzplatz der Welt. Die meisten international tätigen Banken, auch die größten deutschen, sind hier mit Filialen präsent. Östlich des Stadtzentrums befindet sich der internationale Flughafen Owen Roberts International Airport.
Es sind viele Büros der Regierungsverwaltung in George Town ansässig, wie das des Leader of Government Business, der in etwa dem Regierungschef entspricht.

## Bevölkerungsentwicklung
| Jahr      | 1979 | 1989   | 1999   | 2010   | 2021   |
| Einwohner | 7617 | 12.921 | 20.626 | 28.089 | 34.921 |

## Wirtschaft
George Town ist der Sitz der Cayman Islands Stock Exchange, der Wertpapierbörse der Cayman Islands.

## Verkehr, Tourismus

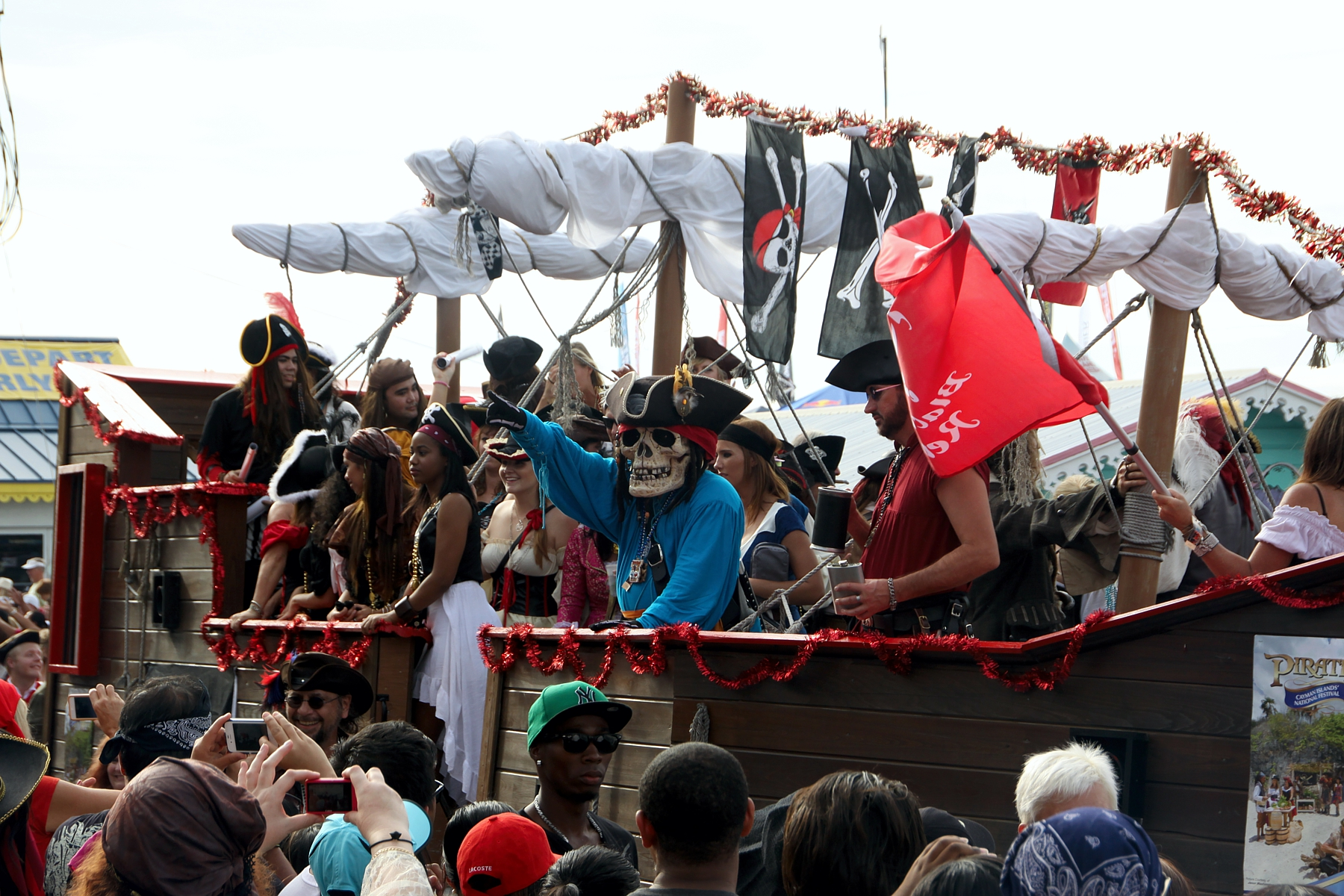
Festwagen beim Umzug durch die Stadt

Am westlichen Rand des Stadtzentrums befindet sich ein kleiner Seehafen. Kreuzfahrtschiffe können hier nicht anlegen, sie müssen in der Bucht vor der Stadt ankern und ihre Passagiere mit Tenderbooten an Land bringen. In den Wintermonaten besuchen täglich bis zu fünf Kreuzfahrtschiffe die Insel.
Nahe der Stadt befindet sich der Internationale Flughafen Owen Roberts.
Jährlich im November findet in George Town das Cayman Islands Pirates Week Festival statt. Dabei wird u. a. unter den Augen zahlreicher Zuschauer mit einem alten Segelschiff im Hafen der Angriff von Piraten auf die Insel nachgestellt und es gibt einen festlichen Umzug durch die Straßen der Stadt.
Georgetown ist Heimathafen sehr vieler großer Yachten wegen der günstigen Konditionen der Cayman Islands, die als Flaggenstaat fungieren.

## Söhne und Töchter der Stadt
- Gladwyn Bush (1914–2003), Künstlerin
- Carson Ebanks (* 1956), Segler
- Selita Ebanks (* 1983), Model
- Ronald Forbes (* 1985), Leichtathlet
- Kemar Hyman (* 1989), Leichtathlet